# یژورکی (شهرستان پوزنانگ)
یژورکی (به لاتین: Jeziorki) یک روستا در لهستان است که در گمینا ستنشو واقع شده‌است.